# Maggie Grace
Maggie Grace, nascuda Margaret Grace Denig (Worthington, 21 de setembre de 1983) és una actriu i antiga model estatunidenca.
Durant la seva carrera ha tingut diferents papers a la televisió; però on realment s'ha donat a conèixer la seva personalitat i imatge ha estat a la sèrie Lost interpretant el personatge de Shannon Rutherford.

## Filmografia
- Rachel's Room (2001) ... Rachel Reed
- Murder in Greenwich (2002) ... Martha Moxley
- Septuplets (2002) ... Hope Wilde
- 12 Mile Road (2003) ... Dulcie Landis
- Creature Unknown (2003) ... Amanda
- CSI: Miami (2003) ... Amy Gorman (1 episodi)
- Oliver Beene (2004) ... Elke Nelsonbooster
- Lost (2004-2005) i (2007) ... Shannon Rutherford
- Terror en la boira (The Fog) (2005) ... Elizabeth Williams
- Suburban Girl (2007) ... Chloe
- The Jane Austen Book Club (2007) ... Allegra
- The Following, (2013)
- Fear the Walking Dead (2018-2023)
- Amor, bodes i altres desastres (2020)

## Premis
L'any 2005 va guanyar el Screen Actors Guild Awards al millor conjunt en una sèrie de drama per Lost.